# Дзамихов, Касболат Фицевич
Касболат Фицевич Дзамихов (род. 5 октября 1957, с. Каменномостское, Кабардино-Балкария) — российский историк, доктор исторических наук, профессор, заведующий кафедрой отечественной истории и председатель диссертационного совета Кабардино-Балкарского государственного университета, директор Института гуманитарных исследований КБНЦ РАН (2014—н. в.).

## Биография
В 1973 году окончил среднюю школу и поступил на исторический факультет Кабардино-Балкарского государственного университета (КБГУ). В 1978 году защитил дипломную работу и начал преподавать историю и обществоведение в школе. В 1979—1992 годах — сотрудник Кабардино-Балкарского научно-исследовательского института истории, филологии и экономики (сейчас Институт гуманитарных исследований КБНЦ РАН).
В 1981—1984 обучался в аспирантуре Института истории СССР АН СССР. С 1992 года работает в КБГУ на кафедре истории и этнографии народов КБР. С 1999 года возглавляет кафедру Отечественной истории. В 2002 году присвоено звание профессора.
В 1985 защитил кандидатскую диссертацию «Отечественная историография социально-экономического строя Кабарды XVIII — первой половины XIX века»; в 2001 году — докторскую диссертацию «Адыги в политике России на Кавказе (1550—1770-е гг.)».
В 2006—2009 годах являлся президентом Международной черкесской ассоциации. С 2014 года является директором Института гуманитарных исследований КБНЦ РАН.

## Научная деятельность
Имеет свыше 130 научных публикаций. Круг научных интересов: история взаимоотношений кавказских народов в прошлом; Адыги в системе международных взаимоотношений в XVI—XIX веках; историография и источниковедение истории народов Северного Кавказа. В исследованиях затрагивается проблематика взаимоотношений адыгов с Россией и анализ её в общем контексте политики Российского государства на Кавказе с точки зрения консолидации федеративной государственности современной России.
Дзамихов является соавтором изданий «История Кабардино-Балкарии» (Нальчик, 1995); «Адыгская (черкесская) энциклопедия» (М., 2006); «История многовекового содружества. К 450-летию союза Кабардино-Балкарии с Россией» (Нальчик, 2007); «Этнос: проблемы социокультурной самоорганизации» (Нальчик, 2006) и других.

## Труды
- «Отечественная историография социально-экономического строя Кабарды в прошлом» (М., 1984);
- «Адыги — вехи истории» (Нальчик, 1994);
- «Кабарда во взаимоотношениях России с народами Кавказа, Поволжья и Крымским ханством (середина XVI — конец XVIII вв.)» (Нальчик, 1997, в соавторстве);
- «Адыги и Россия (формы исторического взаимодействия)» (М., 2000);
- «Адыги (черкесы) в политике России на Кавказе (1550-е — начало 1770-х гг.)» (Нальчик, 2001);
- «Адыги: борьба и изгнание» (Нальчик, 2005);
- «Кабарда и Россия в политической истории Кавказа XVI—XVII вв. (исследования и материалы)» (Нальчик, 2007);
- «Адыги — вехи истории». Адыгская историческая серия. (Нальчик, 2008).

## Награды
- Лауреат Государственной премии КБР в области науки и техники (2002).
- Заслуженный деятель науки Кабардино-Балкарской Республики (2007).
- Заслуженный деятель науки Республики Адыгея (2008).